# Androcymbium striatum
Androcymbium striatum är en tidlöseväxtart som beskrevs av Ferdinand von Hochstetter och Achille Richard. Androcymbium striatum ingår i släktet Androcymbium och familjen tidlöseväxter. Inga underarter finns listade i Catalogue of Life.